# Jan Siegel
Jan Siegel är Amanda Hemingways pseudonym. Hon föddes 1955 i London, England, och är en brittisk författare av fantasyromaner, mest känd är hon för sin Fern Capel-serie.

### Romaner

#### Fern Capel
1. Prospero’s Children (1999)
2. The Dragon-Charmer (2000)
3. The Witch’s Honour, publicerad i USA som The Witch Queen (2002)

#### Sangreal Trilogi
1. The Greenstone Grail (2005)
2. The Sword of Straw (2006)
3. The Poisoned Crown, (2007)

#### Andra verk
- Pzyche (1982)
- Tantalus (1984)
- Bacchanal (1987)
- The Viper's Heart, även publicerad som The Poison Heart (1990)
- Soulfire (1994)